# White River (Nebraska et Dakota du Sud)
Pour les articles homonymes, voir White River.
La White River est une rivière qui coule dans les États du Nebraska et du Dakota du Sud, aux États-Unis.

## Géographie
La White River est un affluent du Missouri. Son cours mesure 816 km de long. La White River prend sa source dans le nord-ouest du Nebraska. La rivière reçoit les eaux de la Wounded Knee Creek dans le Parc national des Badlands. La rivière reçoit également les eaux de la Little White River, à 25 km au sud de la ville de Murdo (siège du comté de Jones). Son bassin fluvial est de 26 400 km2. La rivière est connue pour ses dépôts de manganèse.

## Débit
Le débit de la rivière a été mesuré non loin de son embouchure près d’Oacoma (Dakota du Sud). Elle y draine une surface de 25 700 km2 et son débit moyen y est de 17,2 m3/s. On en déduit que la tranche d'eau écoulée annuellement dans son bassin est de seulement 21 mm. Le débit instantané record est de 1 200 m3/s mesuré le 9 mai 1986.